# Tareq el-Sabbagh
Tareq Kamal el-Sabbagh (in arabo طارق الصباغ‎?; Alessandria d'Egitto, 6 settembre 1957) è un ex cestista egiziano.

## Carriera
Con l'Egitto ha disputato i Giochi olimpici di Los Angeles 1984.